# Xystrocera ferreirae
Xystrocera ferreirae là một loài bọ cánh cứng trong họ Cerambycidae.